# Craniella lens
Craniella lens är en svampdjursart som beskrevs av Schmidt 1870. Craniella lens ingår i släktet Craniella och familjen Tetillidae. Inga underarter finns listade i Catalogue of Life.